# داندی
داندی (انگلیسی: Dundee، گالیک اسکاتلندی: 'Dùn Dèagh') چهارمین شهر بزرگ اسکاتلند است. بر اساس آمار ۲۰۱۶ جمعیت آن ۱۴۸٬۲۷۰ نفر و با احتساب حومه حدود ۱۶۱٬۱۷۰ نفر است و در نزدیکی کرانه شرقی جزیره بریتانیا در ساحل شمالی خور رودخانه تی قرار گرفته‌است. داندی را به عنوان 'شهر اکتشاف' می‌شناسند هم بخاطر ناو اکتشافی آر.آر.اس دیسکاوری رابرت فالکون اسکات که با آن به اکتشاف شمالگان پرداخت و هم بخاطر تاریخ فعالیت‌های علمی در داندی.